# 88 Pułk Artylerii Przeciwlotniczej

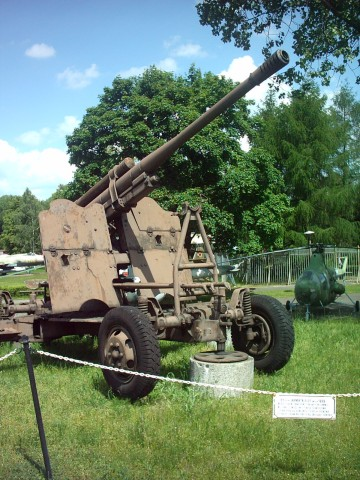
85 mm armata przeciwlotnicza wz.39

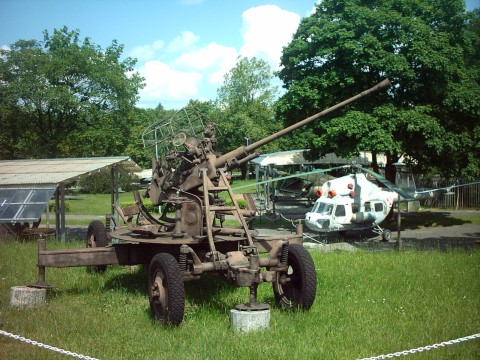
37 mm armata przeciwlotnicza wz. 1939

88 Pułk Artylerii Przeciwlotniczej – oddział przeciwlotniczy ludowego Wojska Polskiego.

## Formowanie i zmiany organizacyjne
We wrześniu 1945 4 Dywizja Artylerii Przeciwlotniczej została przeformowana w 88 pułk artylerii przeciwlotniczej. Pułk stacjonował w garnizonie Gdynia, a następnie w Koszalinie. Na jego bazie w 1951 sformowano 16 Dywizję Artylerii Przeciwlotniczej.

## Skład organizacyjny
Dowództwo i sztab
- dywizjon artylerii przeciwlotniczej średniego kalibru
- dywizjon artylerii przeciwlotniczej małego kalibru

Razem w pułku
- 13 armat przeciwlotniczych 37 mm wz. 1939
- 13 armat przeciwlotniczych 85 mm wz.39
- 732 żołnierzy.

## Dowódcy jednostki
Dowódcy 88 paplot sformowanego w 1946 i 88 daplot
- mjr/ppłk Mieczysław Zylber (1945-26.07.1946)
- kpt. Bronisław Juźkow (27.04 - 27.10.1947)
- mjr Bolesław Tatarski (28.10.1947 - 08.10.1950)
- mjr Jan Ziółkowski (09.10.1950 - 14.05.1957) (88 daplot)
- ppłk Zygmunt Miklaszewski (15.05.1957 - 02.12.1959)
- mjr Jan Banaszyk (03.12.1959 - 05.02.1963)
- ppłk Kołacz[5]

## Przekształcenia
4 Dywizja Artylerii Przeciwlotniczej → 88 pułk artylerii przeciwlotniczej → 88 pułk artylerii przeciwlotniczej OPL → 88 pułk artylerii przeciwlotniczej → 88 dywizjon artylerii przeciwlotniczej → 83 pułk artylerii przeciwlotniczej → 8 pułk przeciwlotniczy